# Jazz Jackrabbit
Jazz Jackrabbit ist eine Serie von Jump-’n’-Run-Computerspielen von Epic MegaGames und GameTitan für DOS. Die Fortsetzung ist für 32-bit-Windows und Mac OS erschienen. Ein weiteres – stark abweichendes – Spiel ist für den Game Boy Advance erschienen.
Einer der Hauptentwickler, der Niederländer Arjan Brussee (* 1972), war vorher bereits in der Demoszene bekannt. Mit seiner Gruppe „Ultraforce“ war er unter anderem durch das Aufsehen erregende „VectorDemo“ (1991) bekannt geworden. Seine in der Szene erworbenen Fähigkeiten der Grafikprogrammierung konnte er später in den Spielen umsetzen.
Das Spielprinzip ähnelt durch die hohe Geschwindigkeit sehr stark den frühen Sonic-Titeln. Gegner werden aber hier nicht durch Draufhüpfen, sondern mit verschiedenen Waffen ausgeschaltet.

## Jazz Jackrabbit
Der erste Teil der Serie wurde zuerst als Shareware Version mit einem Sechstel der Level veröffentlicht. Die Hauptfigur (Jazz) ist ein Hase, der die Prinzessin Eva vor Devan Shell, einer bösen Schildkröte, retten muss. Das Spiel erschien am 30. Juli 1994 und wurde von der Unterhaltungssoftware Selbstkontrolle ab sechs Jahren freigegeben.
Der Soundtrack für dieses Spiel wurde im PSM-Format (Pro Tracker Studio Modul) erstellt. Auch dies lässt sich als Hinweis für die Nähe zur Demoszene interpretieren.
Es gab zwei Weihnachts-Level-Erweiterungen, Holiday Hare und Holiday Hare 95 (1995), die später zusammen mit dem Hauptspiel als Jazz Jackrabbit CD (1995) erschienen.

## Jazz Jackrabbit 2
Das 1997 erschienene Jazz Jackrabbit 2 hat das gleiche Spielprinzip wie der erste Teil, erweitert um Multiplayerunterstützung und mit besserer Grafik sowie einem neuen Charakter mit dem Namen „Spaz“. Das Spiel wurde von Projekt 2 Interaktive für Windows und Mac OS veröffentlicht. Es wurde als USK 6 eingestuft.
Der Multiplayer-Modus, den man über LAN (IPX und TCP/IP) wie über geteilten Bildschirm an einem PC spielen kann, verfügt über fünf verschiedene Modi:

Zusammenspiel (durch die Episoden) – Kampf – Rennen – Schatzsuche – Capture the Flag (CTF)
Es gibt auch einen Leveleditor (die so genannte „Jazz Creation Station“, kurz JCS) zum Spiel, mit dem man einfach und schnell eigene Level erstellen kann. Der Leveleditor wird mit jeder Vollversion mitgeliefert, was zu einer weiten Verbreitung von selbstgebauten Levels führte.
Basierend auf Jazz 2 erschienen einige Level-Erweiterungen: The Secret Files (1999), Holiday Hare 98 und Christmas Chronicles, die allesamt nur käuflich zu erwerben waren und unter anderem einen dritten Charakter, Lori, einführten.
Durch die Möglichkeit online gegen andere zu spielen, erfreut sich das Spiel auch heute noch relativ großer Beliebtheit. Die „Jazz2-Szene“ zählt aktuell noch ca. 500 Mitglieder und ist sehr aktiv.
Der Soundtrack zu Jazz Jackrabbit 2 und Jazz Jackrabbit 3D wurde von Alexander Brandon komponiert.

## Jazz Jackrabbit 3D
World Tree Games entwickelte Ende der 1990er-Jahre für Windows ein 3D-Jump'n'Run basierend auf den Charakteren der Jazz-Jackrabbit-Serie. Es wurde aber im Beta-Stadium eingestellt.

## Jazz Jackrabbit Advance
2002 erschien eine Umsetzung der Serie für den Game Boy Advance; spielerisch weicht es stärker von den PC-Versionen ab. Der Spieler kann z. B. Geld aufsammeln und dafür Ausrüstung kaufen. Auch sind andere Waffen verfügbar. Die Handlung ist an Star Wars angelehnt, mit an Han Solo angelehnter Spielfigur und an Darth Vader angelehntem Erzfeind. Die Gegner sind allerdings immer noch Reptilien.

## Veröffentlichung auf GOG.com
Am 30. November 2017 wurden Jazz Jackrabbit und Jazz Jackrabbit 2 in einer Collectors Edition mit allen Erweiterungen auf GOG.com veröffentlicht.